# Heinrich Seeling

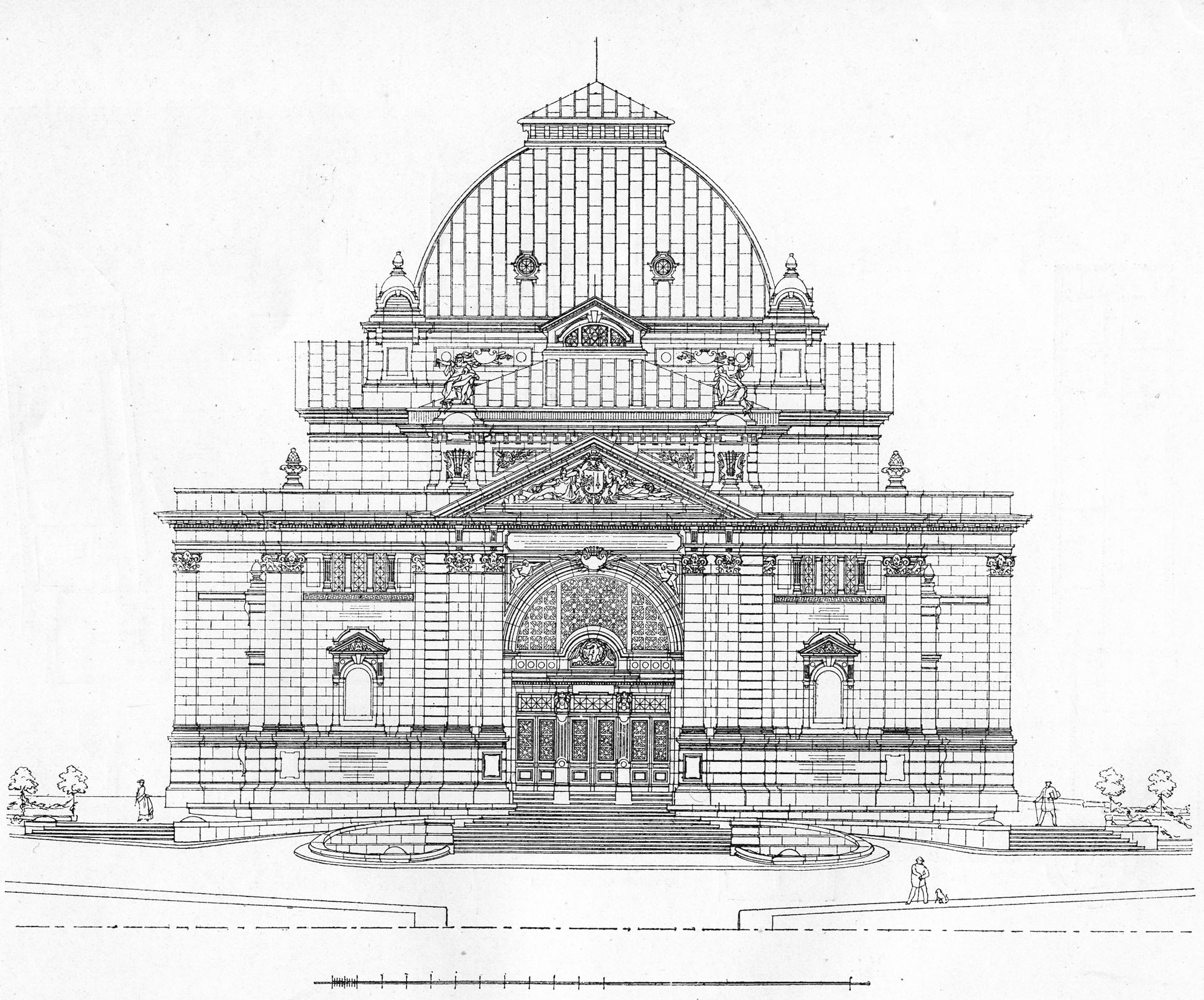
Stadsteatern i Essen, Tyskland, ritad av Heinrich Seeling. Publicerad i Academy architecture 1896

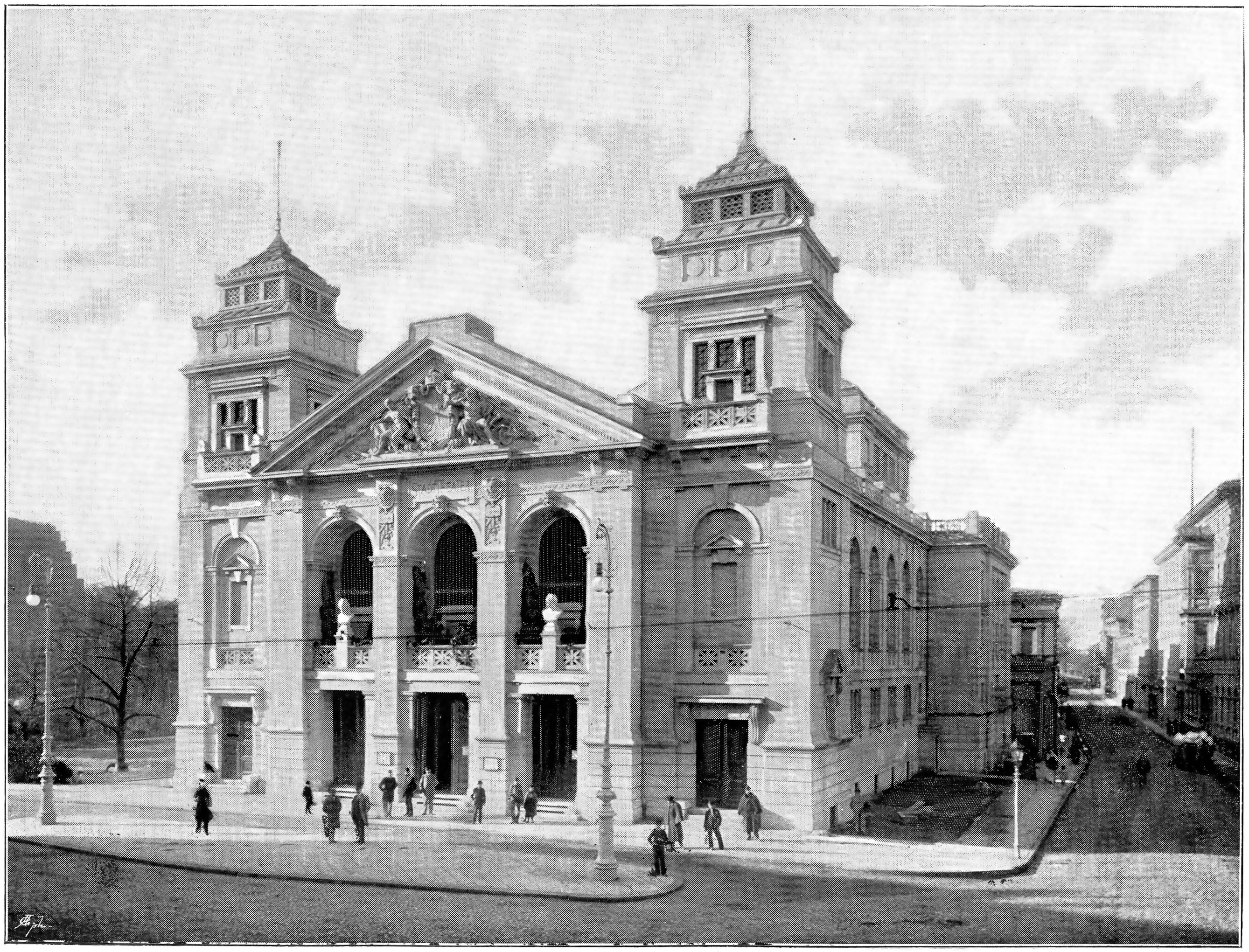
Stadsteatern i Bromberg, Tyskland, ritad av Heinrich Seeling. Publicerad i Academy architecture 1897.

Heinrich Seeling, född 1852 i Zeulenroda, död 1932 i Berlin, var en tysk arkitekt. Efter byggnadspraktik och utbildning vid byggnadsskolan i Holzminden 1866–69 blev han gesäll och begav sig till Berlin. Där anställdes han som ritbiträde bland annat hos arkitektfirman Ende & Böckmann (Hermann Ende och Wilhelm Böckmann). Parallellt studerade han vid Bauakademie i Berlin. Efter ytterligare praktik hos arkitekten Neumann i Wien och Kayser & Groβheim i Berlin genomförde han studieresor till Wien och Italien. År 1878 grundade han en egen arkitektfirma i Berlin.
Tidigt i karriären – 1882 – deltog Seeling i arkitekttävlingen om ett nytt riksdagshus i Berlin, vilket inte kom till utförande. Andra arkitekttävlingar som han deltog i rörde ett minnesmärke över kejsar Wilhelm I i Berlin samt rådhus i Elberfeld respektive Hannover. 

## Teaterarkitekten
Seeling kom att göra sig mest känd som teaterarkitekt där han bland annat prövade olika lösningar vid utformningen av teatersalong, foajéer och trappkommunikationer. 
När tävlingen om en ny byggnad för Kungliga Operan i Stockholm utlystes 1888 deltog Seeling med ett förslag, men detta belönades varken med pris eller inköp. I München erhöll han emellertid en guldmedalj för sitt Stockholmsförslag.
Utöver teaterbyggnader fick Seeling flera byggnadsuppdrag i egenskap av s.k. Stadtbaurat i Berlin-Charlottenburg. Exempelvis gestaltade han den stora tillbyggnaden av Charlottenburgs rådhus.
Seelings arkitektur präglas av den samtida tyska tunga monumentalstilen med inslag av främst  renässans och barock.

## Verk i urval
- Teater i Halle, 1884–86
- Grillo-Theater i Essen, 1890–92
- Teater vid Schiffbauerdamm i Berlin, 1891–92
- Teater i Rostock, 1894–95
- Teater i Bromberg (i dag Bydgoszcz), 1895–96
- Teater i Frankfurt am Main, 1899–1902
- Stadsteater i Aachen (ombyggnad), 1900–01
- Furstlig hovteater Gera (ombyggnad), 1900–02
- Teater i Nürnberg, 1901–05
- Teater i Kiel, 1905–07
- Stadsteater i Freiburg im Breisgau, 1905–10
- Deutsche Oper Berlin i Berlin-Charlottenburg, 1911–12
- Rathaus Charlottenburg i Berlin, 1911–15